# Mikis Theodorakis
Mikis Theodorakis (en grec: Μίκης Θεοδωράκης) (Quios, 29 de juliol de 1925 – Atenes, 2 de setembre de 2021) fou un compositor grec. Fou guardonat amb el Premi Lenin de la Pau entre els pobles el 1980-82.

## Biografia
Va musicar centenars de poemes d'escriptors grecs; i també va compondre simfonies, òperes, concerts, música de cambra, i la banda sonora de més de trenta pel·lícules.
Tot i aquest catàleg impressionant, per conèixer bé Theodorakis és imprescindible parlar de la seva personalitat. Theodorakis fou un home compromès amb les seves idees. El seu compromís polític el va portar a ser diputat del Parlament grec i posteriorment, al llarg de la dictadura militar, a ser empresonat durant tres anys.

## Opinions polítiques

### Israel i el sionisme
Theodorakis es va pronunciar en contra de l'ocupació israeliana de Gaza i Cisjordània. Va condemnar al primer ministre grec Geórgios Andreas Papandreu per establir relacions estretes amb el primer ministre israelià Binyamín Netanyahu, que era culpable, segons ell, de «crims de guerra al Líban i Gaza». Theodorakis també va ser obertament crític amb el sionisme, i es va referir a si mateix com un «anti-sionista». El 2003, va declarar: «Tot el que passa avui al món té a veure amb els sionistes ... Els jueus americans estan darrere de la crisi econòmica mundial que també ha afectat a Grècia». Es va descriure a si mateix com «anti-Israel i antisemita», perquè «aquesta petita nació (Israel) és l'arrel del mal». Theodorakis més tard es va disculpar pels comentaris, afirmant en una carta al Consell Central de Jueus a Grècia que només s'aplicaven a les polítiques del govern israelià i el seu aliat, els Estats Units, també afirmant que «estima el poble jueu». El 2013, va condemnar Alba Daurada per la negació de l'Holocaust.

### Política exterior dels Estats Units
Theodorakis va ser durant molt de temps crític amb els Estats Units. Durant la invasió de l'Iraq de 2003, va dir que els estatunidencs eren «uns covards i despietats i assassins del poble del món». Va dir que consideraria qualsevol persona que interaccionés amb «aquests bàrbars» per qualsevol raó com el seu enemic. Com molts grecs, es va oposar en gran manera al bombardeig de l'OTAN sobre Iugoslàvia durant les Guerres dels Balcans. L'any 1999 va participar en un concert benèfic de protesta pel bombardeig.

### 2010-2011: Moviment no polític
L'1 de desembre de 2010 va fundar Spitha: Moviment Independent del Poble, un moviment no polític que animava a la gent a agrupar-se i expressar les seves idees polítiques. L'objectiu principal de Spitha era ajudar a Grècia a mantenir-se al marge de la seva crisi econòmica. El 31 de maig de 2011 va realitzar un discurs al qual van assistir aproximadament 10.000 persones al centre d'Atenes, criticant el govern grec pel deute de préstec que havia pres del Fons Monetari Internacional.

## Obra

### Cicles de cançons
- Epitafi (Επιτάφιος), poemes de Iannis Ritsos
- Petites cíclades (Μικρές Κυκλάδες), cançons de les illes
- Politia (Πολιτεία)
- Epifania (Επιφάνια), poemes de Iorgos Seferis
  - Sto perigiali to kryfo[16]
- Mauthausen (Μαουτχάουσεν), poemes de Iàkovos Kavanel·lis.[17]
- Grecitat (Ρωμιοσύνη), poemes de Iannis Ritsos.[18]
- Romancero gitano
- El sol i el temps (Ο ήλιος και ο χρόνος)
- 12 cançons populars (Δώδεκα λαϊκά)
- Nit de mort (Νύχτα θανάτου)
- Arcàdies (Αρκαδίες)
- 18 cançons de la pàtria amarga (18 λιανοτράγουδα της πικρής πατρίδας) poemes de Iannis Ritsos
  - [19]
  - [20]
- Lírica (Τα λυρικά)
- Dionís (Διόνυσος)
- Fedra (Φαίδρα)
- Kariotakis (Καρυωτάκης)
- Les cares del sol (Τα πρόσωπα του ήλιου)
- Una mar plena de música (Μια θάλασσα γεμάτη μουσική)
- Com un vent antic (Ως αρχαίος άνεμος)
- Beatriu al carrer Zero (Η Βεατρίκη στην οδό Μηδέν)
- Les més líriques (Λυρικότερα)
- Liriquíssimes (Λυρικότατα)
- Solitud (Ερημιά)
- Odissea (Οδύσσεια)

### Cantates i oratoris
- Axion esti (Άξιόν εστι), text d'Odisseas Elitis
- Epifania, Avérof (Επιφάνια, Αβέρωφ), text de Iorgos Seferis
- Estat de setge (Κατάσταση πολιορκίας)
- La marxa de l'esperit (Πνευματικό εμβατήριο), text d'Ànguelos Sikelianós
- Rèquiem
- Canto general, text de Pablo Neruda
- Ofici diví (Θεία λειτουργία)
- Ofici pels infants que moren en la guerra (Λειτουργία για τα παιδιά που σκοτώνονται στον πόλεμο

### Música per a cinema
- Zorbàs el grec (Ζορμπάς), basada en la novel·la de Nikos Kazantzakis.[21]
- Ifigènia (Ιφιγένεια)
- Electra (Ηλέκτρα)

### Obra simfònica
- Simfonia 1, 2, 3, 4, 7 (1η, 2η, 3η, 4η, 7η Συμφωνία)
- Cant Olímpic